# Deutsche Reformpartei
Die Deutsche Reformpartei (DRP) war eine der Antisemitenparteien im Deutschen Kaiserreich. Sie wurde zunächst unter dem Namen Antisemitische Volkspartei (AVP) am 20. März 1890 von Otto Böckel gegründet, der zu den politisch radikalen Radau-Antisemiten gerechnet wird und einen religiös neutralen, rassistischen Antisemitismus vertrat. Die Partei war, ebenso wie die Deutschsoziale Partei aus der 1886 in Kassel gegründeten Deutschen Antisemitischen Vereinigung hervorgegangen. Als sich 1893 die sächsischen Antisemiten (Deutscher Reformverein) unter Oswald Zimmermann der Partei anschlossen, wurde sie in Deutsche Reformpartei umbenannt und Zimmermann zum Vorsitzenden gewählt.
Im Gegensatz zu den eher konservativen deutschsozialen Antisemiten um Max Liebermann von Sonnenberg verfolgten die „Reformer“ einen antikonservativen Sozialpopulismus und traten unter der Wahlparole „gegen Junker und Juden“ für soziale Reformen zugunsten der unteren Bevölkerungsschichten ein. Die Spannungen zwischen diesen Gruppen beschrieb der Publizist Hellmut von Gerlach: „Der eine war Mittelständler, der andere Arbeiterfreund, der eine Aristokrat, der andere Demokrat. Der eine rief zum Kampf gegen Juden und Junker auf, der andere ging mit den Großagrariern durch dick und dünn. Bei jeder Abstimmung fiel die Fraktion auseinander.“
Die Partei hatte ihre Schwerpunkte in der preußischen Provinz Hessen-Nassau und im Großherzogtum Hessen unter Otto Böckel und im Königreich Sachsen unter Oswald Zimmermann. Zwischen 1892 und 1894 agitierte der Radauantisemit Hermann Ahlwardt in Brandenburg und Pommern für die Partei. Gewählt wurde sie vor allem in ländlichen Regionen von Bauern und Handwerkern. In Sachsen sprach die Partei städtische Mittelschichten an. In Dresden war die Deutsche Reformpartei von 1893 bis 1905 die stärkste kommunalpolitische Kraft. Bereits 1887 war Böckel als erster unabhängiger Antisemit in den Reichstag gewählt worden. 1890 gewann die AVP vier Mandate (Böckel, Zimmermann, Pickenbach und Werner). Mit dem Mitteldeutschen Bauernverband verfügte die Partei über eine Basisorganisation und brachte im hessischen Raum zwei Tageszeitungen heraus. Enge Kontakte wurden außerdem zu den österreichischen Antisemiten um Georg von Schönerer und Karl Hermann Wolf gepflegt.
Bei der Reichstagswahl 1893 gewannen die Antisemitenparteien insgesamt 16 der 397 Sitze, von denen 11 auf die DRP entfielen. 1894 schloss sich die DRP mit den Deutschsozialen zur Deutschsozialen Reformpartei (DSRP) zusammen. Der Niedergang der Böckel-Bewegung in Hessen schwächte die DRP und stärkte den deutschsozialen Flügel. 1895 wurden die  besonders radikalen Antisemiten Otto Böckel und Hermann Ahlwardt aufgrund ihrer antikonservativen Haltung aus der Partei ausgeschlossen, woraufhin sie die Antisemitische Volkspartei neu gründeten. Diese blieb allerdings bedeutungslos. Die „Reformer“ unter Oswald Zimmermann verblieben zunächst in der DSRP, bis sich die Partei 1900 wieder in Deutschsoziale und „Reformer“ aufspaltete. Programmatisch orientierte man sich zunehmend an der völkischen Bewegung. Beide Flügel schlossen sich 1914 in der Deutschvölkischen Partei zusammen, die 1917 in der Deutschen Vaterlandspartei aufgingen, und deren Mitglieder den Kern des 1922 verbotenen Deutschvölkischen Schutz- und Trutzbundes stellten.